# كاسلي
كاسلي (بالروسية: Касли) هي إحدى مدن روسيا في الكيان الفدرالي الروسي تشيليابينسك أوبلاست.